# Eutrecha
Genre
Eutrecha est un genre de solifuges de la famille des Ammotrechidae.

## Distribution
Les espèces de ce genre se rencontrent au Venezuela et en Colombie,.

## Liste des espèces
Selon Solifuges of the World (version 1.0) :
- Eutrecha longirostris Maury, 1982

et décrite depuis
- Eutrecha florezi Villarreal-Blanco, Armas & Martínez, 2017

## Publication originale
- Maury, 1982 : Solifugos de Colombia y Venezuela (Solifugae, Ammotrechidae). Journal of Arachnology, vol. 10, no 2, p. 123-143 (texte intégral).